# Thimphu
Thimphu (tiếng Dzongkha: ཐིམ་ཕུ [tʰimpʰu]; trước đây được viết là Thimbu), là thủ đô và thành phố lớn nhất của Vương quốc Bhutan. Thimphu tọa lạc tại trung tâm miền tây Bhutan, nó và vùng thung lũng xung quanh tạo nên một phần của dzongkhag Thimphu. Thành phố được thiết lập làm thủ đô năm 1955, và sau đó được tuyên bố là thủ đô Bhutan năm 1961 bởi Druk Gyalpo thứ ba Jigme Dorji Wangchuck.
Thành phố mở rộng dần theo hướng bắc-nam bên sườn tây của một thung lũng. Thimphu là vùng thủ đô cao thứ ba thế giới theo độ cao, trải dài trên độ cao từ 2.248 mét (7.375 foot) đến 2.648 mét (8.688 foot). Thimphu không có sân bay, mà được nối bằng đường nhựa đến sân bay Paro cách đó 54 kilômét (34 dặm).
Thimphu, với vai trò trung tâm chính trị và kinh tế của Bhutan, đóng góp tới 45% GNP toàn quốc. Du lịch dù đóng góp một phần vào nền kinh tế, được quản lý chặt chẽ, để cân bằng giữa văn hóa truyền thống và hiện đại hóa. Những địa điểm chính trị quan trọng nhất Bhutan đều nằm ở Thimphu, gồm tòa nhà Quốc hội, và Cung điện Dechencholing tại phía bắc thành phố - nơi ở của nhà Vua.

## Địa lý và khí hậu

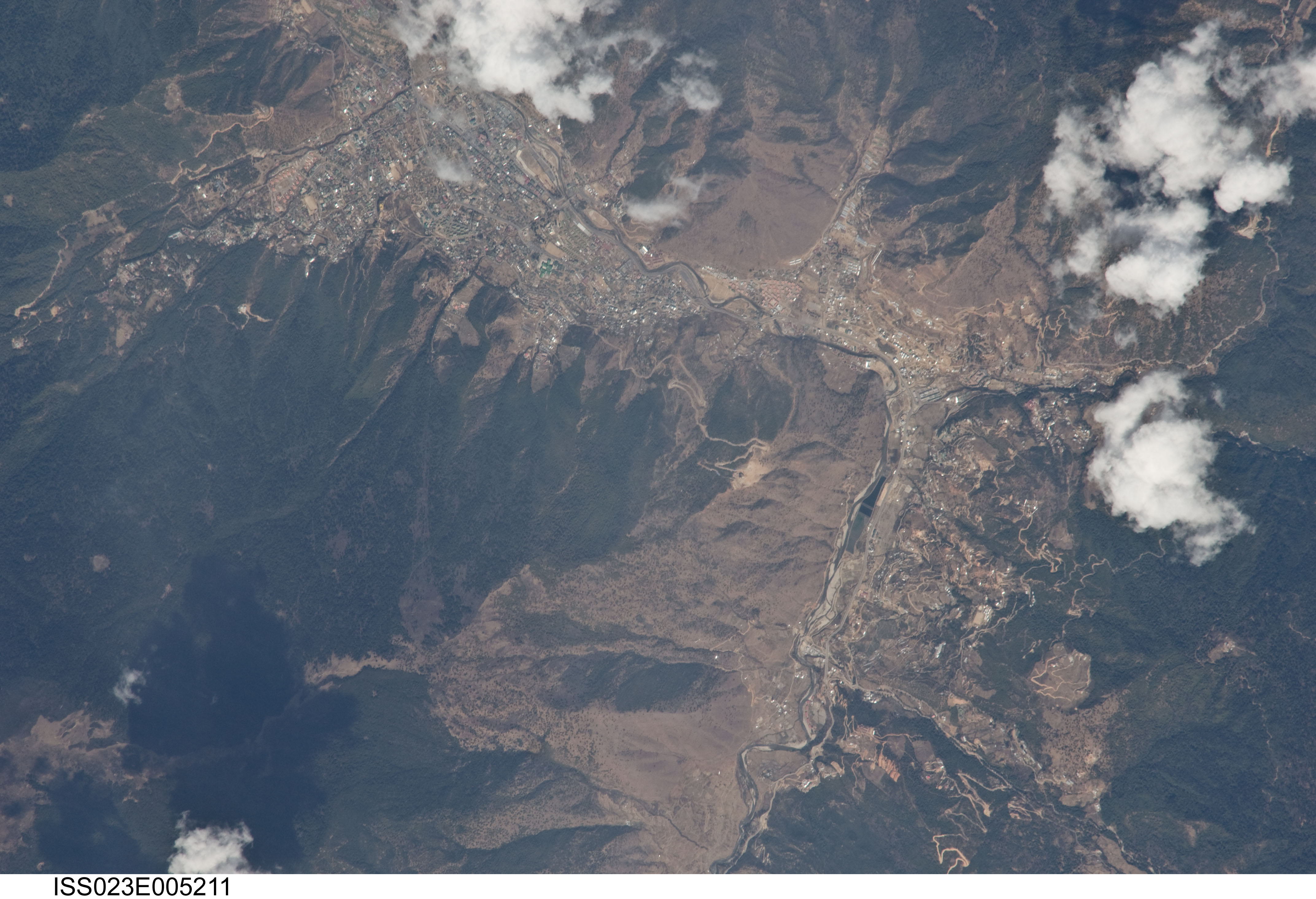
Thimphu nhìn từ trên cao

Thimphu nằm gọn trong thung lũng dọc sông Raidāk (mà còn gọi là sông Wang hay sông Thimphu). Lọt thỏm giữa những rặng núi có độ cao biến thiên từ 2.000 đến 3.800 mét (6.562–12.467 foot) (trong đó vùng ôn đới ấm là từ 2.000 đến 3.000 mét (6.562–9.843 foot) và vùng ôn đới lạnh là 3.000–3.800 mét (9.843–12.467 foot)), bản thân thành phố có độ cao từ 2.248 mét (7.375 foot) đến 2.648 mét (8.688 foot). Chính sự thay đổi về độ cao quyết định nơi sống được và loại hình thực vật trong thung lũng. Thung lũng này được phủ rừng một phần và trãi rộng ra về phía bắc và tây. Ở cực nam thành phố có cầu Lungten Zampa bắc ngang sông Wang.
Thành phố có khí hậu cận nhiệt đới vùng cao ảnh hưởng bởi gió mùa, thường khá ôn hòa và ấm áp. Mưa do gió mùa tây nam diễn ra từ giữa tháng sáu đến tháng chín. Hay có sấm chớp trước khi trời đổ mưa. Mưa liên tục trong nhiều ngày gây lở đất và tắc nghẽn giao thông. Sông suối dâng cao cuốn theo đất đá và các thứ khác từ rừng. Gió lạnh, nhiệt độ trở thấp về đêm, khí trời dịu vào ban ngày cộng với mây phủ và tuyết rơi đại diện cho thời tiết mùa đông nơi đây. Sương thường làm cản trở tầm nhìn. Khi xuân tới gần, thường có gió tạt, trời thì trong còn không khí thì khá khô.
Thimphu có một mùa mưa kéo dài từ tháng năm đến tháng chín và mùa khô là khoảng thời gian còn lại. Tổng lượng tuyết rơi hàng năm dao động từ 500 milimét (20 in) đến 1.000 milimét (39 in). Tuyết rơi chủ yếu vào mùa mưa. Nhiệt độ trung bình mùa đông là từ 5–15 °C (41–59 °F) còn mùa hè là 15–30 °C (59–86 °F). Nhiệt độ cực tiểu trung bình tháng một là −2,6 °C (27,3 °F) còn nhiệt độ cực đại trung bình tháng năm là 25 °C (77 °F).
| Dữ liệu khí hậu của Thimphu-Simtokha (1996-2017)     | Dữ liệu khí hậu của Thimphu-Simtokha (1996-2017) | Dữ liệu khí hậu của Thimphu-Simtokha (1996-2017) | Dữ liệu khí hậu của Thimphu-Simtokha (1996-2017) | Dữ liệu khí hậu của Thimphu-Simtokha (1996-2017) | Dữ liệu khí hậu của Thimphu-Simtokha (1996-2017) | Dữ liệu khí hậu của Thimphu-Simtokha (1996-2017) | Dữ liệu khí hậu của Thimphu-Simtokha (1996-2017) | Dữ liệu khí hậu của Thimphu-Simtokha (1996-2017) | Dữ liệu khí hậu của Thimphu-Simtokha (1996-2017) | Dữ liệu khí hậu của Thimphu-Simtokha (1996-2017) | Dữ liệu khí hậu của Thimphu-Simtokha (1996-2017) | Dữ liệu khí hậu của Thimphu-Simtokha (1996-2017) | Dữ liệu khí hậu của Thimphu-Simtokha (1996-2017) |
| Tháng                                                | 1                                                | 2                                                | 3                                                | 4                                                | 5                                                | 6                                                | 7                                                | 8                                                | 9                                                | 10                                               | 11                                               | 12                                               | Năm                                              |
| ---------------------------------------------------- | ------------------------------------------------ | ------------------------------------------------ | ------------------------------------------------ | ------------------------------------------------ | ------------------------------------------------ | ------------------------------------------------ | ------------------------------------------------ | ------------------------------------------------ | ------------------------------------------------ | ------------------------------------------------ | ------------------------------------------------ | ------------------------------------------------ | ------------------------------------------------ |
| Cao kỉ lục °C (°F)                                   | 24.0 (75.2)                                      | 25.0 (77.0)                                      | 28.0 (82.4)                                      | 30.0 (86.0)                                      | 32.2 (90.0)                                      | 32.0 (89.6)                                      | 33.0 (91.4)                                      | 32.5 (90.5)                                      | 31.0 (87.8)                                      | 31.0 (87.8)                                      | 27.0 (80.6)                                      | 24.0 (75.2)                                      | 33.0 (91.4)                                      |
| Trung bình ngày tối đa °C (°F)                       | 14.8 (58.6)                                      | 16.6 (61.9)                                      | 19.3 (66.7)                                      | 22.4 (72.3)                                      | 24.8 (76.6)                                      | 26.7 (80.1)                                      | 27.0 (80.6)                                      | 27.3 (81.1)                                      | 26.0 (78.8)                                      | 23.7 (74.7)                                      | 19.7 (67.5)                                      | 16.6 (61.9)                                      | 22.1 (71.7)                                      |
| Trung bình ngày °C (°F)                              | 6.3 (43.3)                                       | 8.5 (47.3)                                       | 11.6 (52.9)                                      | 15.1 (59.2)                                      | 18.2 (64.8)                                      | 21.0 (69.8)                                      | 21.8 (71.2)                                      | 21.7 (71.1)                                      | 20.3 (68.5)                                      | 16.3 (61.3)                                      | 11.5 (52.7)                                      | 7.9 (46.2)                                       | 15.0 (59.0)                                      |
| Tối thiểu trung bình ngày °C (°F)                    | −2.2 (28.0)                                      | 0.3 (32.5)                                       | 3.8 (38.8)                                       | 7.9 (46.2)                                       | 11.6 (52.9)                                      | 15.3 (59.5)                                      | 16.5 (61.7)                                      | 16.1 (61.0)                                      | 14.6 (58.3)                                      | 9.0 (48.2)                                       | 3.2 (37.8)                                       | −0.8 (30.6)                                      | 8.0 (46.4)                                       |
| Thấp kỉ lục °C (°F)                                  | −8.5 (16.7)                                      | −7.0 (19.4)                                      | −7.0 (19.4)                                      | −2.0 (28.4)                                      | 2.5 (36.5)                                       | 8.0 (46.4)                                       | 11.0 (51.8)                                      | 9.0 (48.2)                                       | 6.0 (42.8)                                       | −3.0 (26.6)                                      | −6.0 (21.2)                                      | −7.5 (18.5)                                      | −8.5 (16.7)                                      |
| Lượng mưa trung bình mm (inches)                     | 6.3 (0.25)                                       | 9.2 (0.36)                                       | 20.4 (0.80)                                      | 29.9 (1.18)                                      | 49.8 (1.96)                                      | 97.7 (3.85)                                      | 152.8 (6.02)                                     | 120.8 (4.76)                                     | 73.9 (2.91)                                      | 43.1 (1.70)                                      | 1.2 (0.05)                                       | 3.7 (0.15)                                       | 608.9 (23.97)                                    |
| Độ ẩm tương đối trung bình (%)                       | 68.6                                             | 62.6                                             | 62.8                                             | 60.2                                             | 63.2                                             | 67.0                                             | 72.7                                             | 72.2                                             | 71.2                                             | 66.6                                             | 62.1                                             | 64.0                                             | 66.1                                             |
| Nguồn: National Center for Hydrology and Meteorology |                                                  |                                                  |                                                  |                                                  |                                                  |                                                  |                                                  |                                                  |                                                  |                                                  |                                                  |                                                  |                                                  |

## Dân cư

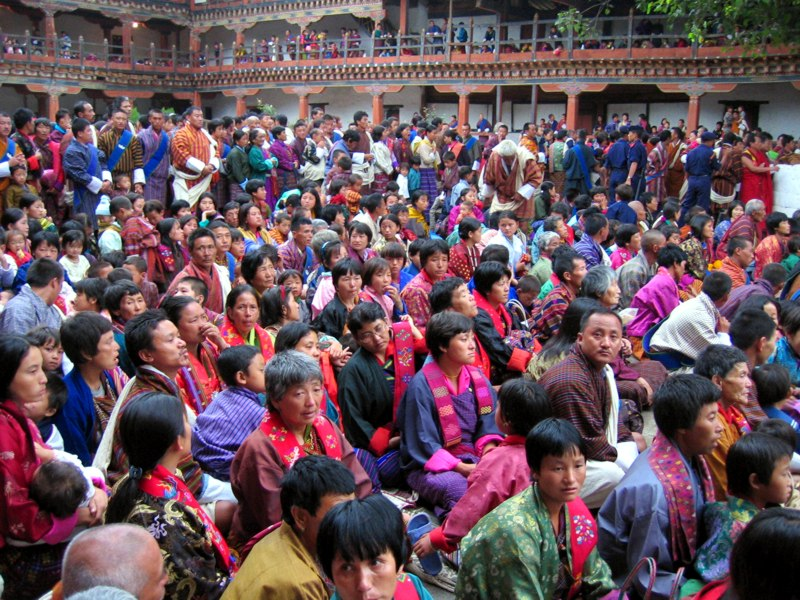
Người Bhutan.

Theo thống kê 2005, dân số thành phố là 79.185 người với mật độ 3.029 trên kilômét vuông (7.850/sq mi) (92.929 người khi tính toàn huyện Thimphu). Năm 2010, dân số toàn huyện là 104.200. Năm 2011, dân số thành phố được ước tính là 91.000.

## Văn hoá

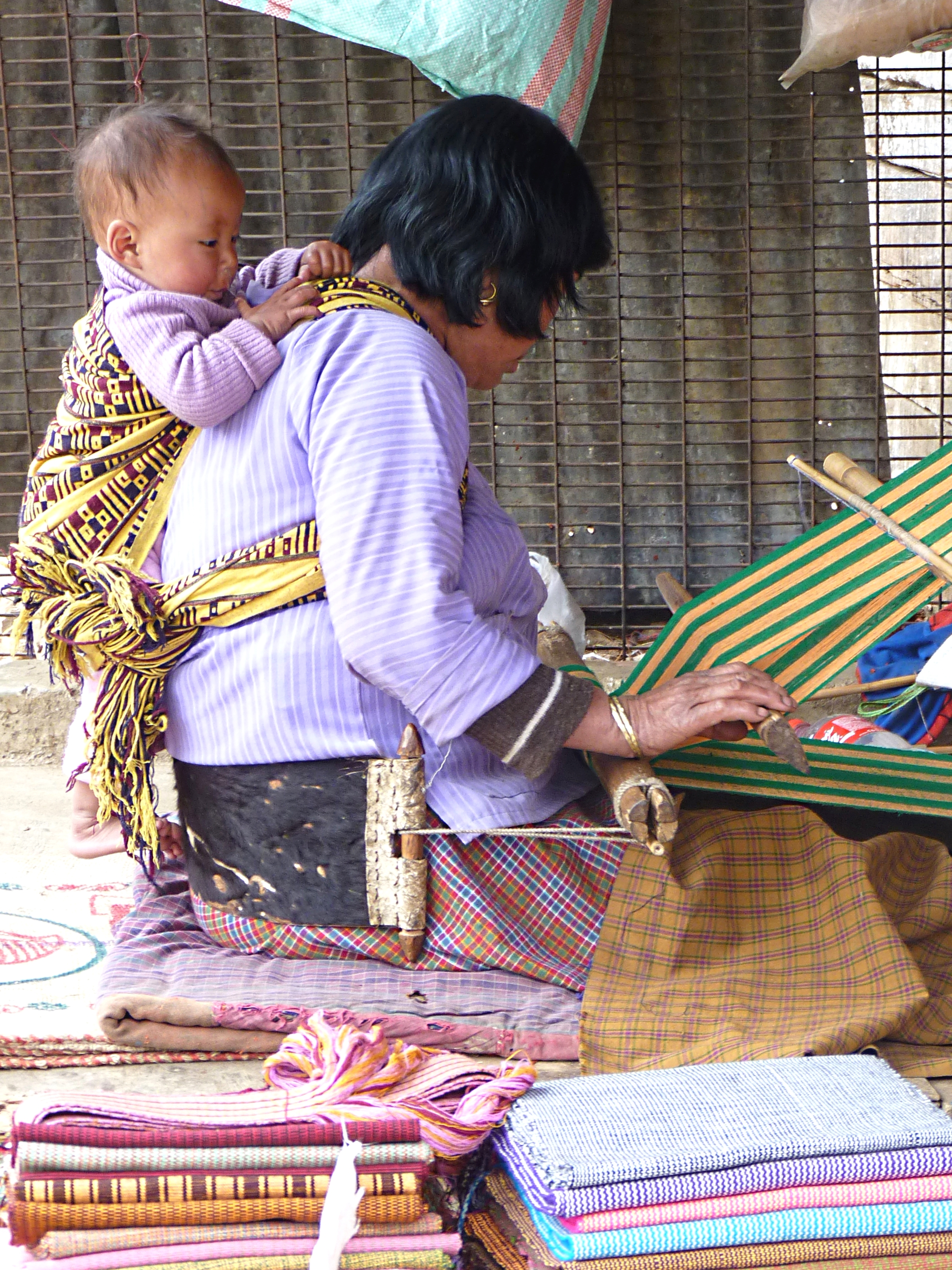
Dệt vải - di sản đặc biệt của phụ nữ ở Bhutan.

Văn hóa của Bhutan được phản ánh đầy đủ ở thủ đô về văn học, tôn giáo, phong tục, và quy định về trang phục quốc gia, các hoạt động tu viện, âm nhạc, khiêu vũ, văn học và trên các phương tiện truyền thông. Tính hiện đại đã được pha trộn mà không làm mất đi các đặc tính Phật giáo truyền thống.
Văn học
Văn học cổ của Bhutan được lưu giữ trong Thư viện Quốc gia. Chữ viết được sử dụng trong văn học Bhutan là chữ viết của người Bhutan (mặc dù được phát triển từ chữ viết Tây Tạng) được gọi là jo yig được phát triển vào thế kỷ 16. Quy trình in những cuốn sách này trên giấy thủ công và đóng bìa của nó là những vật phẩm trưng bày tại Thư viện Quốc gia. Văn học hiện đại vẫn đang phát triển và tiểu sử tôn giáo của phụ nữ có tựa đề delog là một tác phẩm tôn giáo phổ biến. Hiện nay có rất nhiều nhà văn viết bằng tiếng Anh, chủ yếu là truyện ngắn và tuyển tập truyện dân gian của Bhutan; một tác giả nổi tiếng là Kunzang Choeden.
Học viện Nghệ thuật Biểu diễn Hoàng gia
Học viện Nghệ thuật Biểu diễn Hoàng gia (RAPA), nằm ở Thimphu, được thành lập theo sáng kiến của cố Quốc vương, Jigme Dorji Wangchuck vào năm 1954, với mục tiêu cơ bản là bảo tồn và phát huy truyền thống nghệ thuật biểu diễn của Bhutan. Năm 1967, nó được định chế thành một học viện và đoàn múa Hoàng gia là thành viên của nó. Cơ sở đào tạo các hình thức múa dân tộc của Bhutan như múa mặt nạ và cũng bảo tồn di sản múa dân gian. Các vũ công chuyên nghiệp của Học viện tổ chức các buổi biểu diễn trong Thimphu Tsechu hàng nămlễ hội khiêu vũ được tổ chức trong khuôn viên của Tashichhoe Dzong. Các buổi biểu diễn kéo dài một giờ cũng được sắp xếp vào những dịp được yêu cầu đặc biệt. Các hoạt động hiện tại của học viện đang được tổ chức lại với việc mở rộng hơn nữa các chương trình của nó, bao gồm cả việc phát triển chương trình giảng dạy.
Thư viện Quốc gia

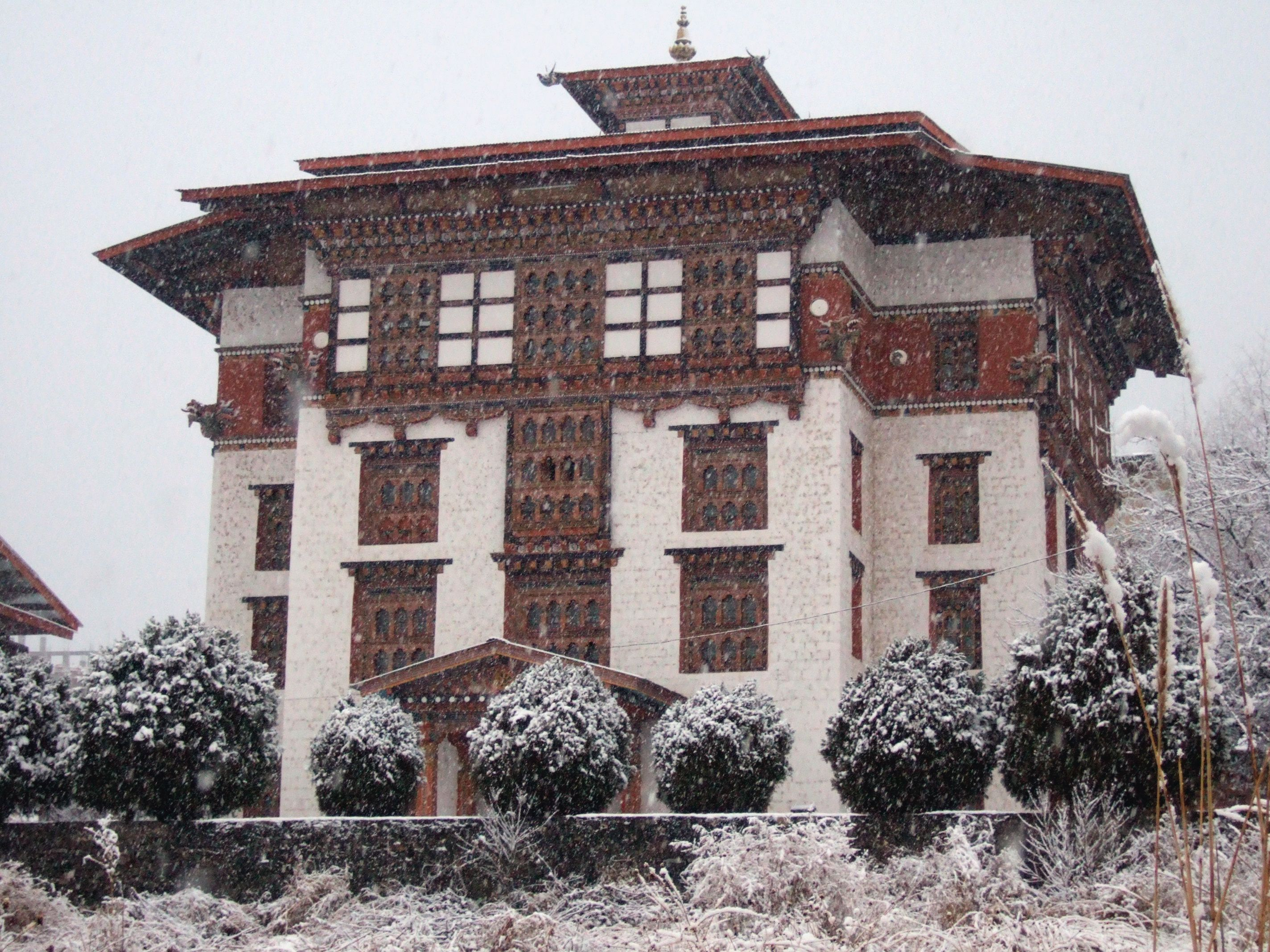
Thư viện Quốc gia Thimphu, Bhutan

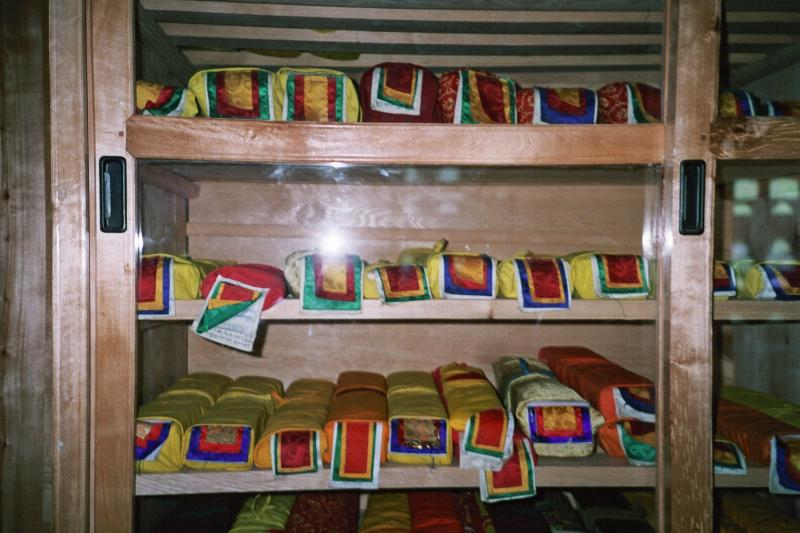
Nội thất của Thư viện Quốc gia.

Được thành lập vào năm 1967, được xây dựng theo phong cách của một ngôi chùa truyền thống, Thư viện Quốc gia lưu giữ nhiều văn bản Dzongkha và Tây Tạng cổ. Nó đã được quy hoạch là "một kho lưu trữ kinh điển lớn và cơ sở nghiên cứu dành riêng cho việc bảo tồn và phát huy các di sản văn học, văn hóa và tôn giáo phong phú" của Bhutan. Tòa nhà được trang trí rất xa hoa và được cho là đại diện cho kiến trúc sống động nhất của Bhutan. Ở tầng trệt của tòa nhà này, trong số các bộ sưu tập được đánh giá cao, có một cuốn sách được báo cáo là nặng nhất thế giới, nặng 59 kilôgam (), được gọi là "Bhutan: Một cuộc phiêu lưu trực quan qua dãy Himalaya cuối cùng Vương quốc". Những cuốn sách truyền thống và các bản thảo lịch sử được viết theo phong cách Tây Tạng, trên giấy thủ công được buộc giữa các thanh gỗ và buộc lại với nhau cũng được lưu giữ ở đây. Thư viện cũng có một nhà in cũ được sử dụng để in sách và cờ cầu nguyện. Thư viện cũng được các tín đồ đi vòng quanh như một dấu hiệu tôn thờ của tín đồ vì nó lưu giữ những cuốn sách thánh và hình ảnh của những người nổi tiếng của Bhutan như Zhabdrung, Namgyal, Pema Linga và Guru Rinpoche. Cũng được trưng bày ở đây là một mô hình của Punakha Dzong và kiến trúc Chorten.
Âm nhạc
Âm nhạc của Bhutan có các thể loại truyền thống như zhungdra và boedra . Ảnh hưởng của Phật giáo Drukpa và âm nhạc Phật giáo đối với văn hóa Bhutan là rất quan trọng. Nhiều bài hát dân gian và phong cách tụng kinh có nguồn gốc từ âm nhạc Drukpa. Vào thế kỷ 17, dưới thời trị vì của Zhabdrung Ngawang Namgyal (1594–1652) sự nở rộ của âm nhạc và vũ điệu dân gian (cham) đã diễn ra. Các nhạc cụ có niên đại cho đến thời điểm này bao gồm lingm (sáo), dramnyen (đàn luýt) và chiwang (fiddle). Ynagchenlà một nhạc cụ làm từ gỗ rỗng với 72 dây được "đánh bằng hai thanh tre." Nhạc Rigsar đã trở nên phổ biến ở Thimphu và Bhutan và được biểu diễn trên đàn piano điện và đàn tổng hợp. Tuy nhiên, nó là sự kết hợp giữa các giai điệu truyền thống của người Bhutan và Tây Tạng và cũng bị ảnh hưởng bởi âm nhạc Hindi. Các album nhạc được sản xuất bởi nhiều nam nữ ca sĩ nổi tiếng người Bhutan không chỉ ở dòng nhạc Rigsar mà còn ở các bài hát dân gian truyền thống và các bài hát tôn giáo. Bốn đĩa nhạc của âm nhạc dân gian tôn giáo, được gọi là 'Nghi thức Phật giáo Tây Tạng' do các tu viện phát hành với bản ghi âm do một người hành nghề (một nhà tu hành khổ hạnh) hát , nhắc lại sự xuất hiện của Zhabdrung Ngawang Namgyal ở Bhutan vào thế kỷ 17.

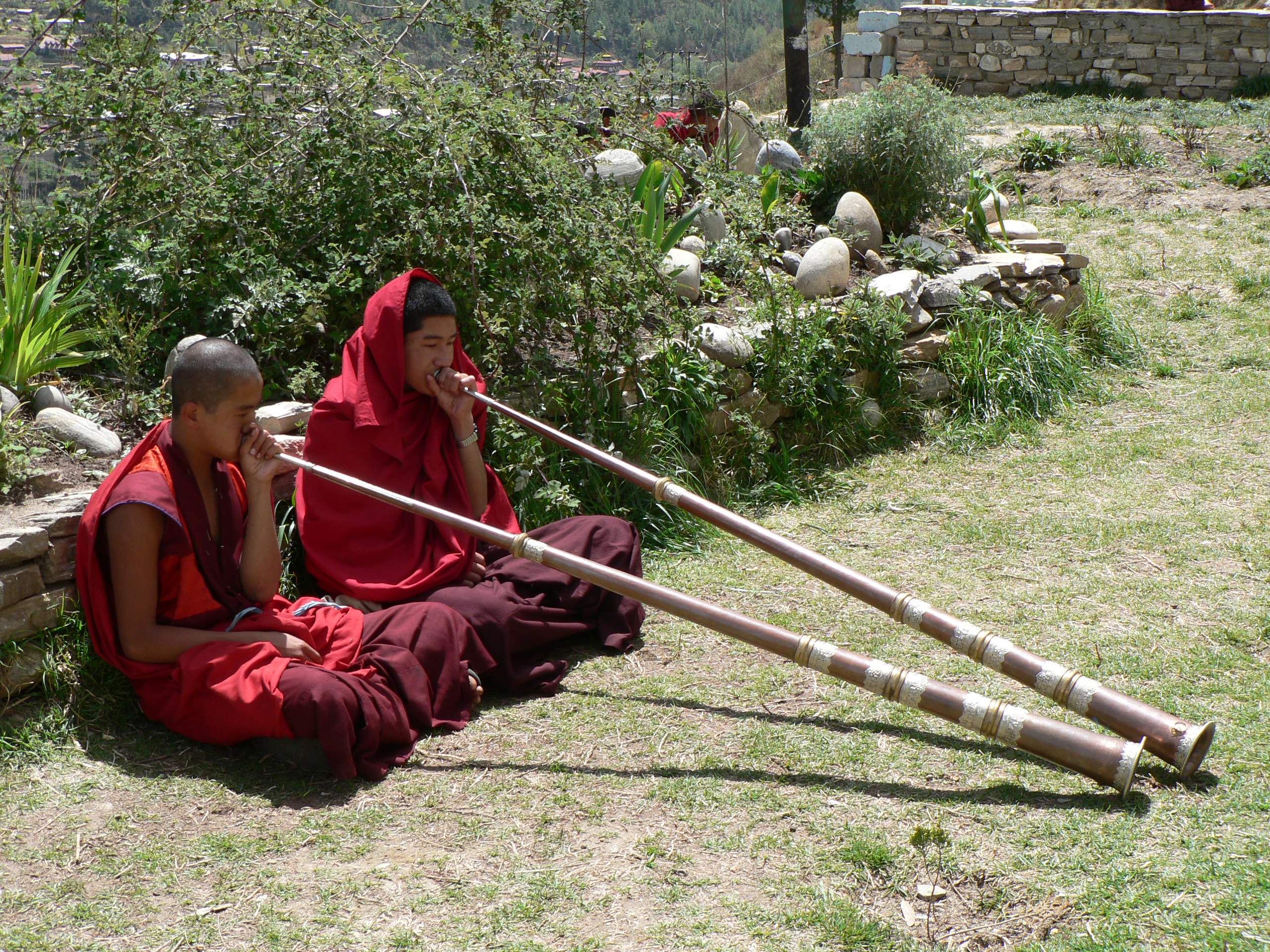
Các nhà sư tại Dechen Phodrang Dechen Phodrang.

Để quảng bá âm nhạc ở Bhutan, hai trường âm nhạc đã được thành lập ở Thimphu, đó là Trường Âm nhạc Kilu và Trường Âm nhạc Himalayan mới được thành lập gần đây. Trường Âm nhạc Kilu, được thành lập vào tháng 3 năm 2005, là trường đầu tiên thuộc loại hình này ở Thimpu, nơi học sinh được dạy những điều cần thiết về âm nhạc như: thực hành kỹ năng đọc và viết nhạc, và cải thiện kỹ năng nghe của họ.
Kheng Sonam Dorji ở làng Kaktong, huyện Zhemgang, là một nhạc sĩ, ca sĩ và nhà soạn nhạc nổi tiếng và tận tâm sống ở Thimphu. Anh ấy chơi một số nhạc cụ có nguồn gốc từ Bhutan và Ấn Độ. Anh đã học drangyen theo truyền thống dân gian Bhutan. Những đóng góp của anh cho nền văn hóa Bhutan bao gồm một chuỗi các album Rigsar (nhạc pop Bhutan) nổi tiếng và các bản nhạc của bộ phim nổi tiếng của Bhutan, "Travelers and Magicians (2004)". Anh cũng tham gia Lễ hội Smithsonian's Folklife Mỹ (2008).

### Nghệ thuật và thủ công

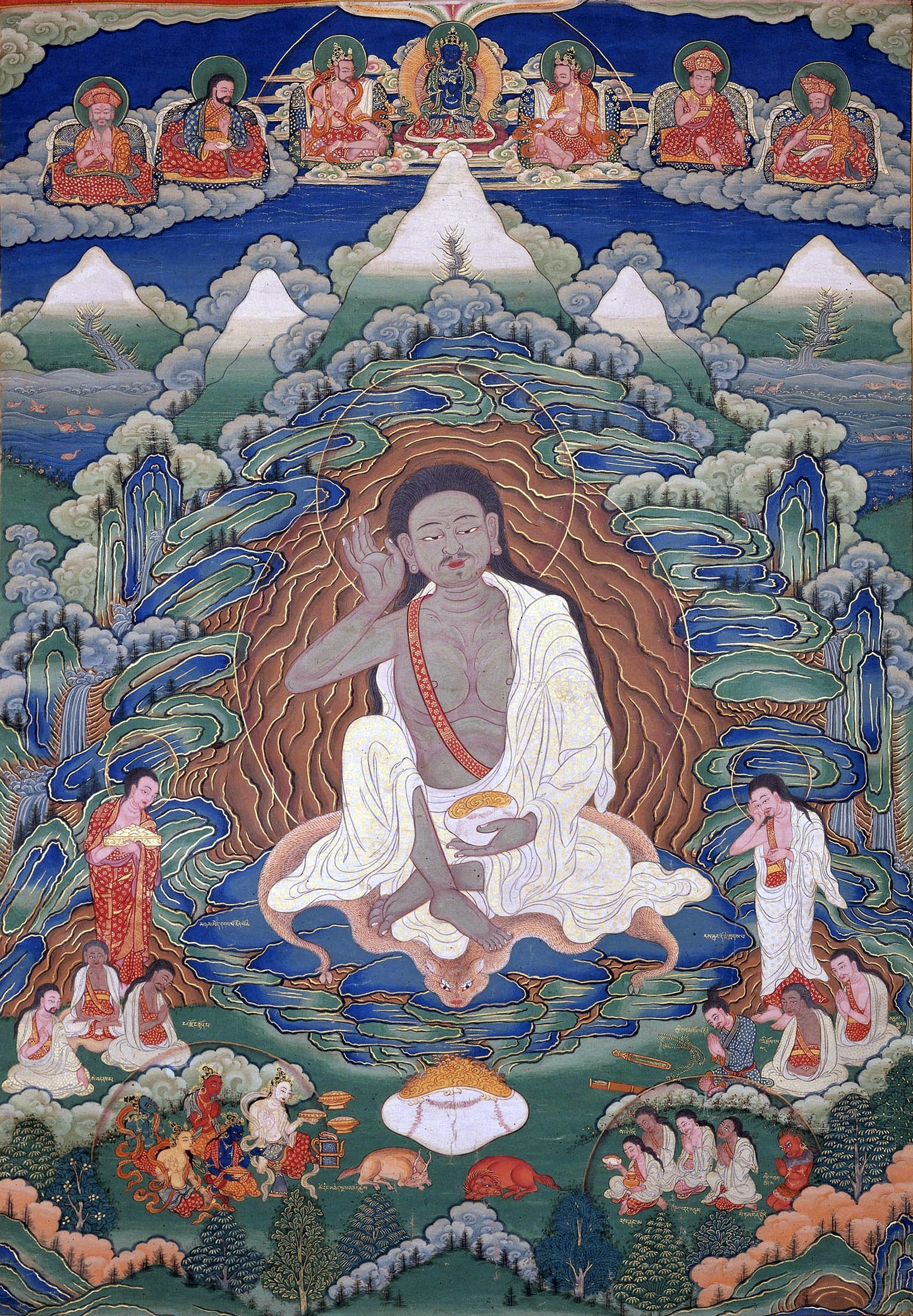
Bức tranh Thangka của Milarepa trong một tu viện ở Thimphu.

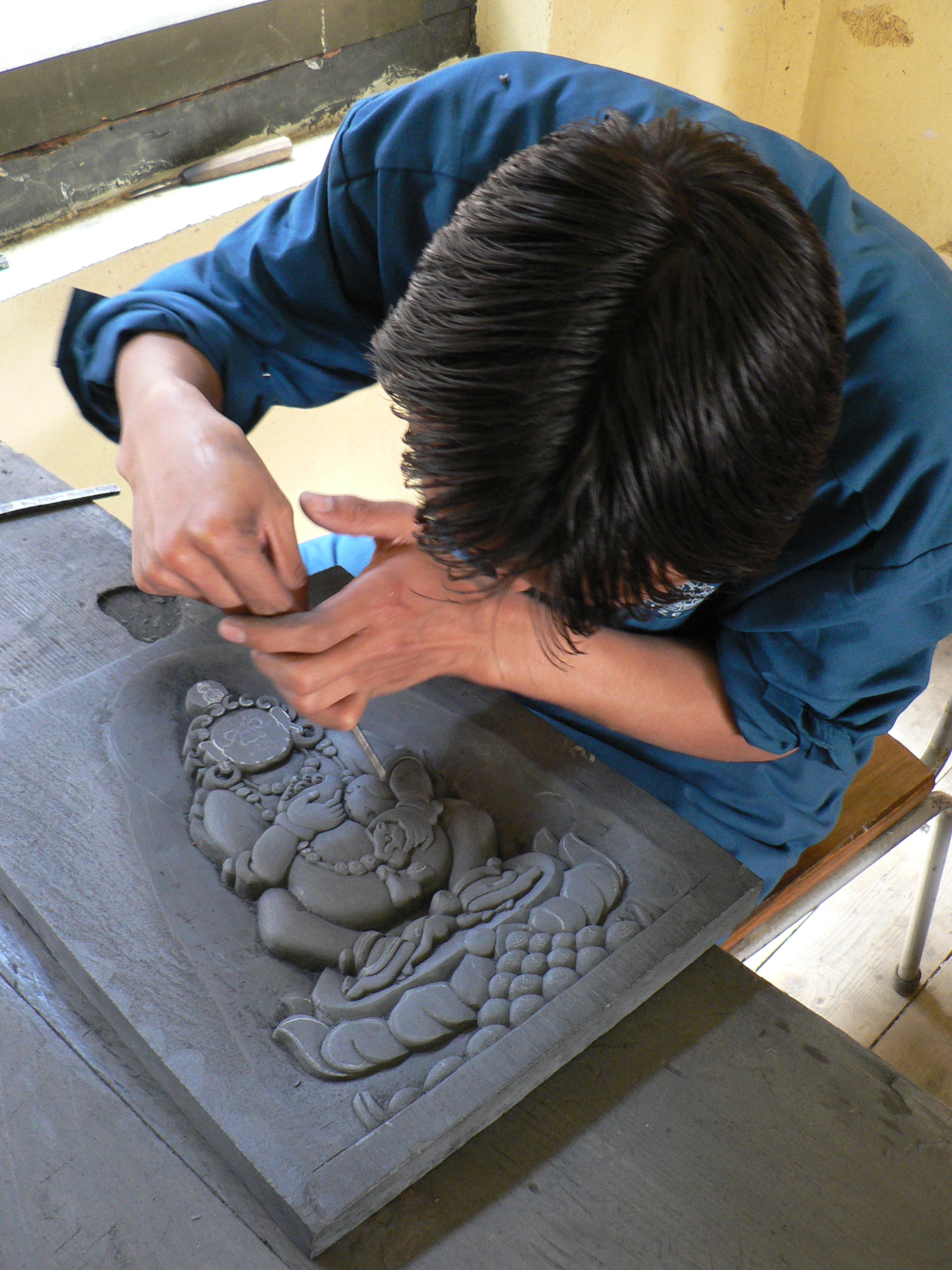
Chạm khắc đá phiến, Trường Nghệ thuật Truyền thống.

Nghệ thuật và hàng thủ công của Bhutan đại diện cho "tinh thần và bản sắc độc quyền của vương quốc Himalaya" được định nghĩa là nghệ thuật Zorig Chosum, có nghĩa là "mười ba nghệ thuật và thủ công của Bhutan". Nghệ thuật và thủ công được sản xuất ở Thimphu và những nơi khác ở Bhutan bao gồm dệt may, hội họa, điêu khắc, làm giấy, khắc gỗ, làm kiếm và rèn, làm bốt, thủ công tre, cung tên và đồ trang sức.:
Viện Zorig Chusum quốc gia
Viện Zorig Chusum Quốc gia là trung tâm giáo dục Nghệ thuật Bhutan. Nó được thành lập bởi Chính phủ Bhutan với mục tiêu duy nhất là bảo tồn nền văn hóa và truyền thống phong phú của Bhutan và đào tạo sinh viên trong tất cả các loại hình nghệ thuật truyền thống. Hội họa là chủ đề chính của học viện, nơi cung cấp 4–6 năm đào tạo về các loại hình nghệ thuật truyền thống của Bhutan. Chương trình học bao gồm một khóa học toàn diện về vẽ, hội họa, khắc gỗ, thêu và tạc tượng. Hình ảnh của Đức Phật là một bức tranh phổ biến được thực hiện ở đây.

## Tôn giáo

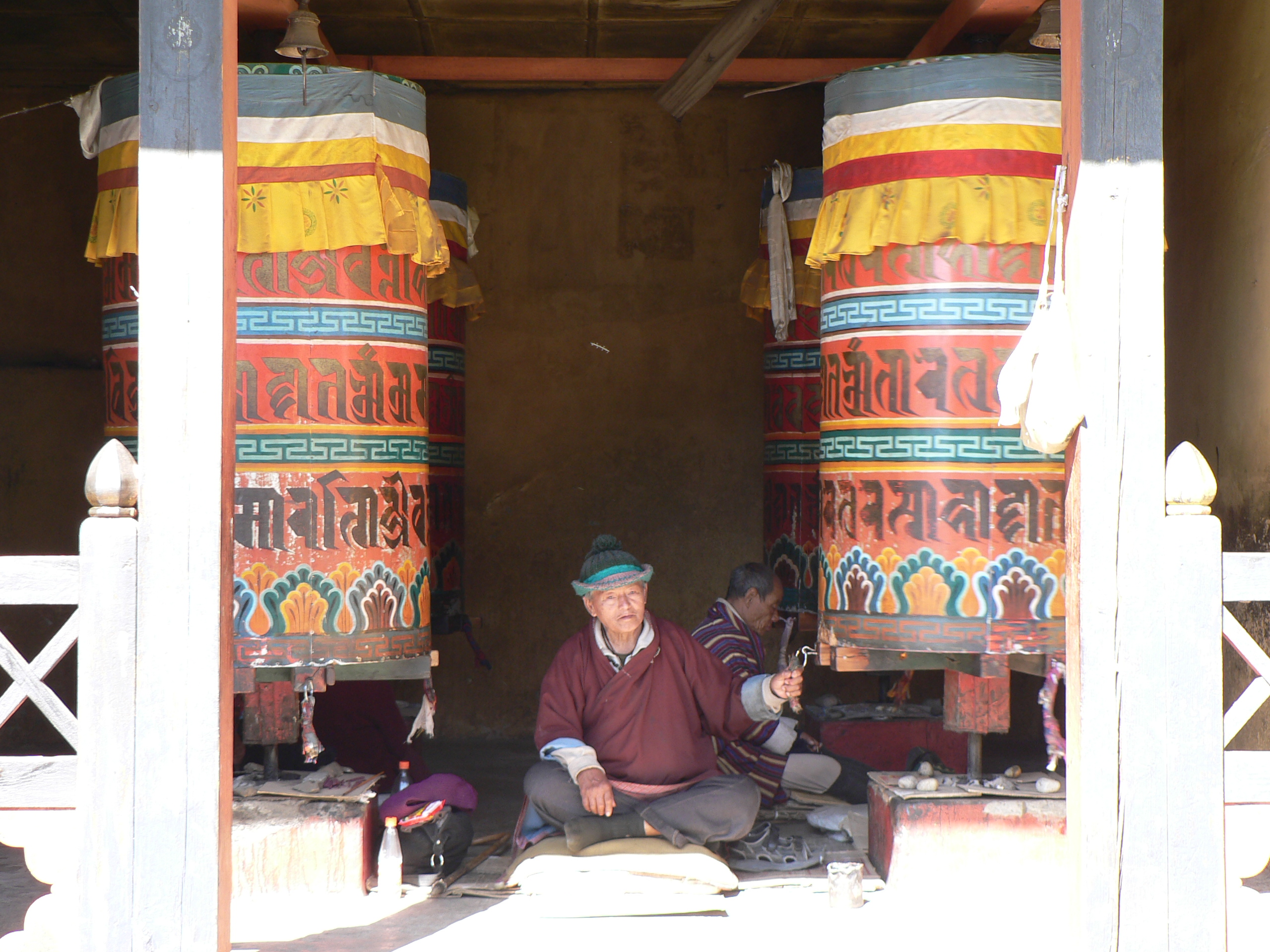
Bánh xe cầu nguyện, Memorial Chorten, Thimphu.

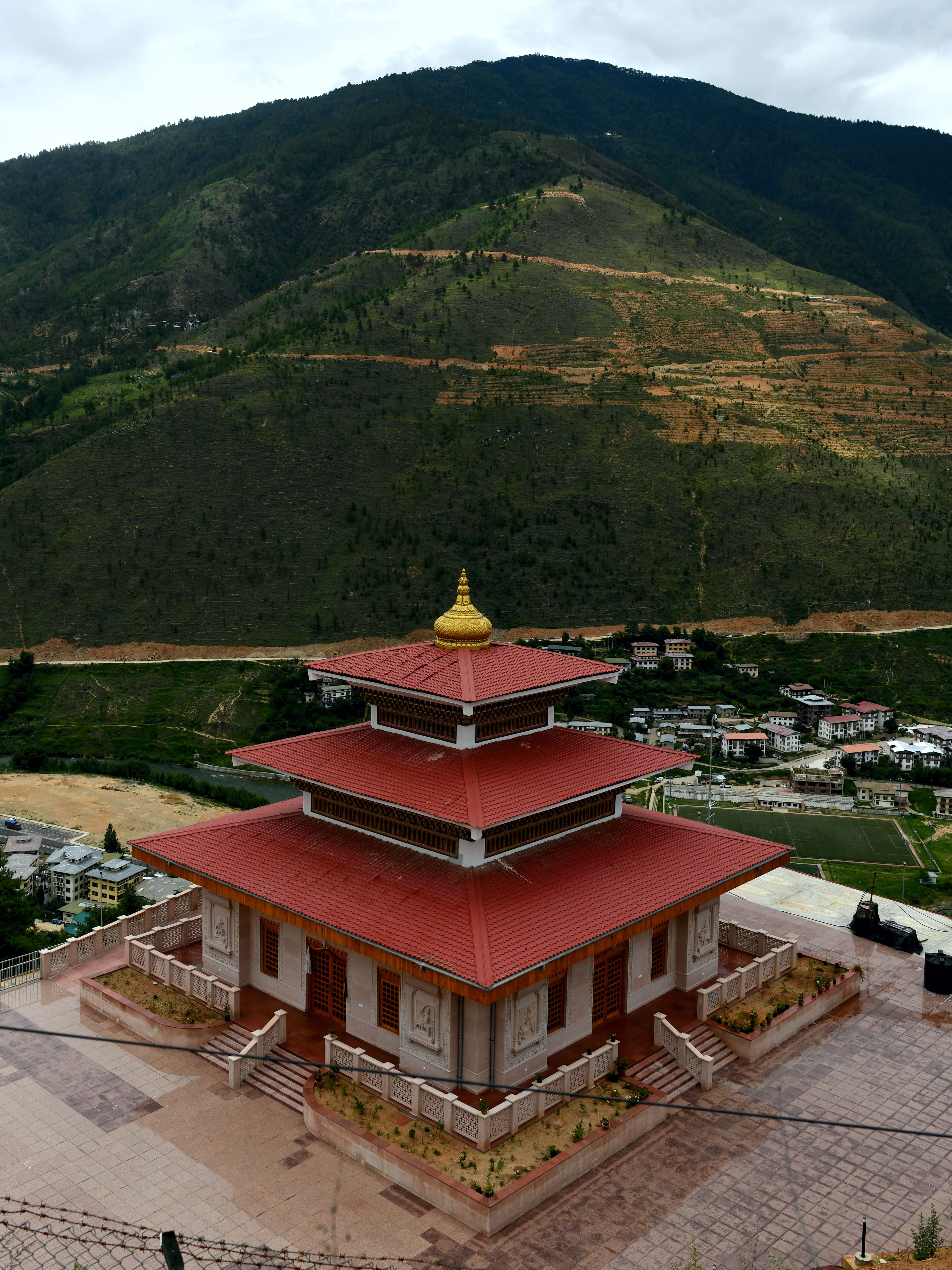
Đền Hindu Dharma Samudaya ở Thimphu

Phật giáo Tây Tạng hay Kim cương thừa là quốc giáo và nhóm dân tộc thống trị là Drukpa của Phật giáo Kagyu, trong khi ở miền nam Bhutan, người dân tộc Nepal theo đạo Hindu chiếm ưu thế. Cơ quan tu viện chính với 1.160 tu sĩ được đứng đầu bởi một trụ trì trưởng (hiện nay là Je Khenpo), người đã dành sáu tháng ở Tashechhoe Dzong ở Thimphu và sáu tháng còn lại ở Punakha. Một Hội đồng Giáo hội, dưới sự chủ trì của vị trụ trì chính, được đặt tại Thimphu, chịu trách nhiệm quản lý Đài tưởng niệm Quốc gia Chorten ở Thimphu, và tất cả các thiền định của Phật giáo. các trung tâm, trường đào tạo Phật học và cả các cơ quan tự viện cấp trung ương và cấp huyện. Các công việc hàng ngày của hội đồng do sư trưởng trụ trì phụ trách.

## Ngành kiến trúc
Các di tích kiến trúc truyền thống ở Thimphu, cũng như ở phần còn lại của Bhutan, là kiến trúc điển hình của người Bhutan gồm các tu viện, dzong (cấu trúc kiểu pháo đài nổi bật nhất), chortens, cổng thành, Lhakhangs, những nơi linh thiêng khác và cung điện hoàng gia, là những kiến trúc đặc biệt nhất hình thức của Bhutan. Cờ Cầu nguyện, Bức tường Mani và Bánh xe Cầu nguyện thể hiện một khung cảnh thuận lợi trong khắp khu đô thị Thimphu. Các công trình kiến trúc trang nhã, truyền thống của Bhutan nổi bật nhất ở Thimphu là Tashichho Dzong, Drubthob Goemba (nay là ni viện Zilluka), Tango Goempa hoặc Cheri Goempa, Đài tưởng niệm Chorten, Thimphu, Dechen Phodrang, và Changangkha Lhakhang, tất cả các di tích cổ điển với lịch sử phong phú.

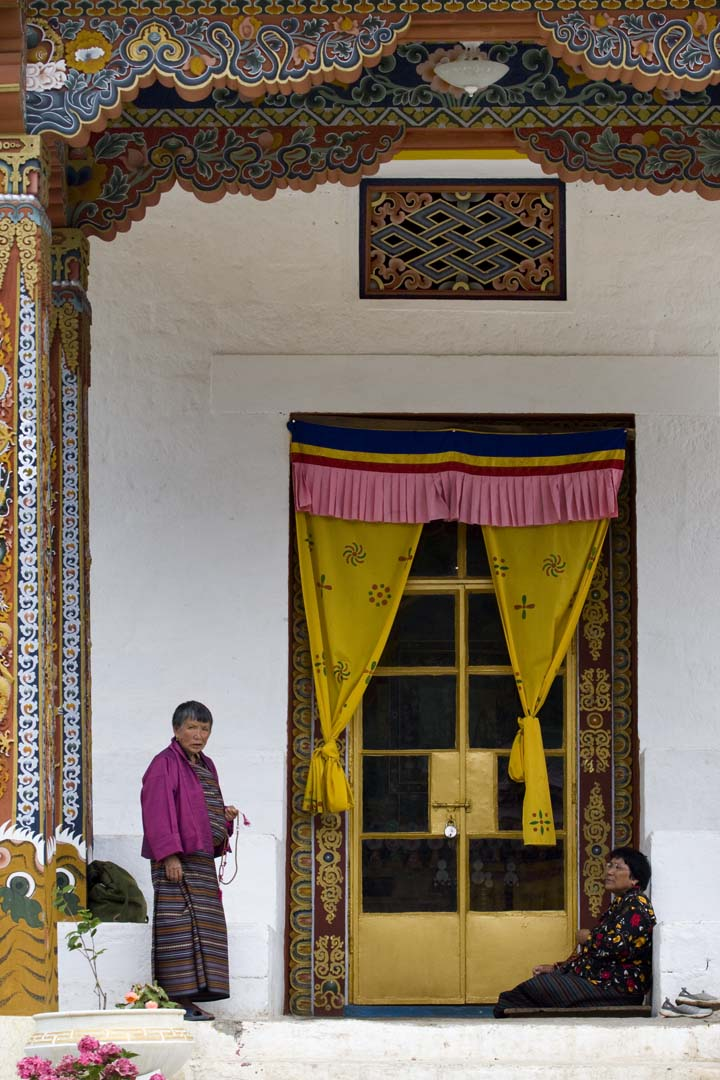
Cửa ra vào được trang trí đặc trưng của người Bhutan.

Những điều này càng được thần thánh hóa bởi những bổ sung gần đây đối với sự xuất sắc về kiến trúc của các tòa nhà, sự kết hợp giữa kiến trúc truyền thống và hiện đại hầu hết có từ sau năm 1962, sau khi Thimphu trở thành Thủ đô của Bhutan và mở cửa cho du lịch theo nhiều Kế hoạch Phát triển Năm Năm khác nhau. Các tòa nhà thuộc hạng mục này là Viện Quốc gia về Zorig Chusum, Thư viện Quốc gia, Tòa nhà Quốc hội kiêm SAARC, Viện Y học Cổ truyền Quốc gia, Bảo tàng Dệt may Quốc gia, Xưởng Nghệ sĩ Tình nguyện, Học viện Nghệ thuật Biểu diễn Hoàng gia, Tháp Viễn thông và nhiều hơn nữa. Các tòa nhà dân cư ở Thimphu cũng đã trải qua những thay đổi trong phương pháp xây dựng mà không làm mất đi các thiết kế truyền thống của người Bhutan được cho là "gợi nhớ đến các Chatels của Thụy Sĩ."